# Phyllophaga hidalgoana
Phyllophaga hidalgoana är en skalbaggsart som beskrevs av Saylor 1943. Phyllophaga hidalgoana ingår i släktet Phyllophaga och familjen Melolonthidae. Inga underarter finns listade i Catalogue of Life.